# Frades
Frades egy község Spanyolországban, A Coruña tartományban. Frades Ordes, Mesía, Boimorto, Arzúa, O Pino és Oroso községekkel határos. Lakosainak száma 2163 fő (2024).

## Népesség
A település népessége az utóbbi években az alábbiak szerint változott:
| Lakosok száma | 3055 | 2920 | 2841 | 2706 | 2607 | 2485 | 2428 | 2339 | 2306 | 2163 |
|               | 2001 | 2004 | 2006 | 2009 | 2011 | 2014 | 2016 | 2019 | 2021 | 2024 |